# Cyphon osellae
Cyphon osellae is een keversoort uit de familie moerasweekschilden (Scirtidae). De wetenschappelijke naam van de soort werd in 1989 gepubliceerd door Bernard Klausnitzer.